# Rozalimas
Rozalimas est un village de l'Apskritis de Šiauliai en Lituanie. En 2001, la population est de 928 habitants. 

## Histoire
Le village comptait une importante communauté juive avant la Shoah.
Après l'invasion allemande en juin 1941, des nationalistes locaux prennent le pouvoir. Ils massacrent leurs voisins juifs. Les survivants sont transférés au village voisin de Pakruojus. Ils seront assassinés lors d'une exécution de masse le 4 août 1941.